# Marganell
Marganell – gmina w Hiszpanii, w prowincji Barcelona, w Katalonii, o powierzchni 13,26 km². W 2011 roku gmina liczyła 308 mieszkańców.